# Llista de municipis del districte de Detva
Llista de tots els municipis del districte de Detva de la regió de Banská Bystrica.
Informació actualitzada per un bot. Els canvis manuals es perdran quan s'actualitzi!
| Escut | Municipi               | Població | Superfície km² | Densitat | Altitud | Codi postal                   | Codi territorial | Dades a Wikidata              |
| ----- | ---------------------- | -------- | -------------- | -------- | ------- | ----------------------------- | ---------------- | ----------------------------- |
|       | Detva                  | 13.523   | 68,1           | 198,61   | 400     | 962 12                        | SK0324518263     | Modifica les dades a Wikidata |
|       | Detvianska Huta        | 689      | 14,3           | 48,14    | 820     | 962 05 (pošta Hriňová)        | SK0324518271     | Modifica les dades a Wikidata |
|       | Dúbravy                | 955      | 19,5           | 48,86    | 434     | 962 12 (pošta Detva)          | SK0324518379     | Modifica les dades a Wikidata |
|       | Horný Tisovník         | 189      | 32,2           | 5,88     | 420     | 962 75                        | SK0324518450     | Modifica les dades a Wikidata |
|       | Hriňová                | 6.931    | 126,5          | 54,81    | 669     | 962 05                        | SK0324518468     | Modifica les dades a Wikidata |
|       | Klokoč                 | 472      | 9,8            | 47,99    | 550     | 962 25 (pošta Slatinské Lazy) | SK0324518492     | Modifica les dades a Wikidata |
|       | Korytárky              | 941      | 9              | 104,15   | 440     | 962 04 (pošta Kriváň)         | SK0324580520     | Modifica les dades a Wikidata |
|       | Kriváň                 | 1.739    | 9,1            | 190,89   | 390     | 962 04                        | SK0324518549     | Modifica les dades a Wikidata |
|       | Látky                  | 537      | 45,7           | 11,74    | 880     | 985 45                        | SK0324511510     | Modifica les dades a Wikidata |
|       | Podkriváň              | 561      | 25,9           | 21,67    | 492     | 985 51                        | SK0324511731     | Modifica les dades a Wikidata |
|       | Slatinské Lazy         | 530      | 7,3            | 72,86    | 465     | 962 25                        | SK0324518794     | Modifica les dades a Wikidata |
|       | Stará Huta             | 302      | 24,6           | 12,29    | 728     | 962 25 (pošta Slatinské Lazy) | SK0324518816     | Modifica les dades a Wikidata |
|       | Stožok                 | 1.195    | 8,9            | 133,57   | 406     | 962 12 (pošta Detva)          | SK0324518824     | Modifica les dades a Wikidata |
|       | Vígľaš                 | 1.477    | 32             | 46,19    | 385     | 962 02                        | SK0324518921     | Modifica les dades a Wikidata |
|       | Vígľašská Huta-Kalinka | 339      | 16,2           | 20,93    | 579     | 962 25 (pošta Slatinské Lazy) | SK0324518930     | Modifica les dades a Wikidata |